# Cantone di Soissons-2
Il Cantone di Soissons-2 è una divisione amministrativa dell'arrondissement di Soissons.
Deriva dalla ridefinizione del cantone di Soissons-Sud, a seguito della riforma approvata con decreto del 21 febbraio 2014, che ha avuto attuazione dopo le elezioni dipartimentali del 2015.

## Composizione
Oltre a parte della città di Soissons, i 10 comuni facenti parte prima della riforma del 2014 erano:
- Belleu
- Berzy-le-Sec
- Billy-sur-Aisne
- Courmelles
- Mercin-et-Vaux
- Missy-aux-Bois
- Noyant-et-Aconin
- Ploisy
- Septmonts
- Vauxbuin

Dal 2015, oltre a parte della città di Soissons, i comuni appartenenti al cantone sono i seguenti 13:
- Acy
- Belleu
- Berzy-le-Sec
- Billy-sur-Aisne
- Courmelles
- Mercin-et-Vaux
- Missy-aux-Bois
- Noyant-et-Aconin
- Ploisy
- Septmonts
- Serches
- Sermoise
- Vauxbuin